# Зайцев, Игорь Михайлович
И́горь Миха́йлович За́йцев (27 августа 1934, Сталинград — 8 августа 1999, Саратов) — советский и российский учёный-правовед, доктор юридических наук, профессор, заведующий кафедрой гражданского процесса Саратовской государственной юридической академии (1990—1999), заслуженный деятель науки РФ (1998).

## Биография
Игорь Михайлович Зайцев родился 27 августа 1934 года в городе Сталинграде.
- 1957 год — окончил с отличием Саратовский юридический институт им. Д. И. Курского.
- 1957 год — 1961 год — народный судья в г. Кудымкар.
- 1960 год — избирается в партийно-правительственную комиссию по освобождению лиц, подвергнутых уголовному наказанию по политическим мотивам в годы культа личности.
- 1961 год — 1965 год — учёба в заочной аспирантуре.
- 1965 год — защитил кандидатскую диссертацию на тему «Кассационные определения в советском гражданском процессуальном праве» под руководством доктора юридических наук, профессора Зейдера Николая Борисовича.
- 1987 год — защитил докторскую диссертацию на тему «Теоретические вопросы устранения судебных ошибок в гражданском процессе».
- 1988 год — включен в научно-консультативный совет Государственного арбитража при Совете Министров СССР.
- 1990 год — присвоено ученое звание профессора.
- 1990 год — 1999 год — заведующий кафедрой гражданского процесса Саратовской государственной юридической академии.

За годы научной деятельности Зайцевым И. М опубликовано более 160 научных работ. Участвовал в рабочей группе Академии Наук СССР по подготовке «Основ гражданского процессуального законодательства Союза ССР и союзных республик». Участвовал в разработке проектов Федерального закона «О внесении изменений и дополнений в Гражданский процессуальный кодекс РСФСР», Гражданского процессуального кодекса Российской Федерации.
Умер 8 августа 1999 года в Саратове.

## Награды
- Заслуженный деятель науки Российской Федерации (1998)[1]

## Избранные публикации

### Авторефераты диссертаций
- Зайцев И. М. Кассационные определения в советском гражданском процессуальном праве: автореф. дисс. к.ю.н.. — Саратов, 1965. — 21 с.
- Зайцев И. М. Теоретические вопросы устранения судебных ошибок в гражданском процессе: автореф. дисс. д.ю.н.. — Свердловск, 1987. — 34 с.

### Монографии, учебные пособия
- Викут М. А., Воронков Г. В., Гукасян Р. Е., Зайцев И. М., Кац А. К., Матерова М. В., Юдельсон К. С. Гражданский процесс. Учебник. — М.: Юридическая литература, 1972. — 440 с.
- Зайцев И. М. и др. Гражданское процессуальное законодательство. Комментарий. — М.: Юридическая литература, 1991. — 720 с. — 50 000 экз. — ISBN 5-7260-0455-8.

### Статьи
- Зайцев И. М. А. Т. Боннер. Принцип диспозитивности советского гражданского процессуального права: Учебное пособие. М., ВЮЗИ. 1987. 78 с.: (Рецензия) // Правоведение : журнал. — 1989. — № 3. — С. 104—105.
- Зайцев И. М. Гражданско-процессуальные эффекты новых обстоятельств // Правоведение : журнал. — 1997. — № 4. — С. 137—140.
- Зайцев И. М. Приоритеты современного гражданского процесса // Правоведение : журнал. — 1998. — № 1. — С. 158—159.

### Биография
- Демидов А. И., Бичехвост А. Ф., Тяпугина Н. Ю., Маторина Е. И. Энциклопедия нашей жизни. — Саратов: СГАП, 2006. — 439 с. — 1500 экз. — ISBN 5-7924-0427-5.
- Викут М. А. О Зайцеве Игоре Михайловиче // Тенденции развития цивилистического процессуального законодательства и судопроизводства в современной России : сборник. — Саратов, 2009. — С. 13—14.
- 80 лет со дня рождения профессора Игоря Михайловича Зайцева // Вестник гражданского процесса : научный журнал. — 2014. — № 4. — С. 240—241.

### Критика
- Треушников М. К., Шерстюк В. М. Викут М. А., Зайцев, И. М. Гражданский процесс: Курс лекций. — Саратов, 1998. — 336 с.: (Рецензия) // Вестник Московского университета : журнал. — М., 1999. — № 6. — С. 106—108.
- Никитин С. В. Необходимые доказательства и практика их использования в гражданском процессе: Практическое пособие / Н. Н. Богатырев, И. М. Зайцев, А. В. Тимофеев и др.; Под. ред. Н. Н. Богатырева. Саратов, Изд-во Саратовского ун-та. 1987. 80 с.: (Рецензия) // Правоведение : журнал. — 1988. — № 6. — С. 99—101.
- Зайцева А. И. Место третейского судопроизводства в научном наследии И. М. Зайцева // Третейский суд : журнал. — 2009. — № 6 (66). — С. 95—102.